# Rurka Prandtla

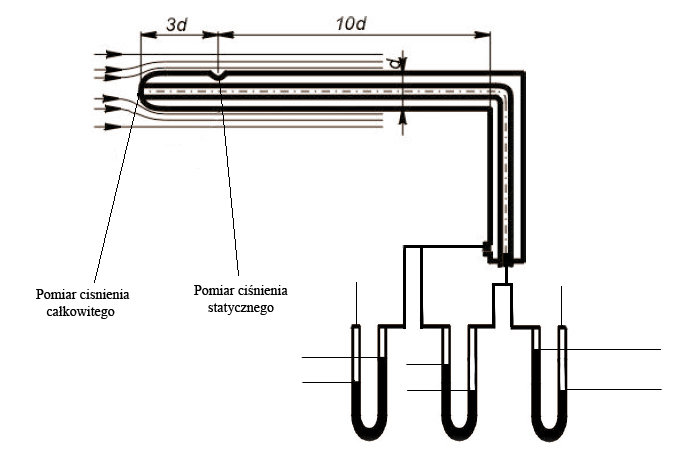
Rurka Prandtla

Rurka Prandtla – przyrząd do pomiaru prędkości przepływu płynu poprzez pomiar ciśnienia w przepływającym płynie (cieczy oraz gazów). Składa się on z dwóch osadzonych w sobie rurek, z czego pierwsza wewnętrzna służy do badania ciśnienia całkowitego płynu, natomiast zewnętrzna do badania ciśnienia statycznego.
Rurka Prandtla, opracowana przez Henry’ego Darcy oraz Ludwiga Prandtla, jest udoskonaleniem wcześniejszego wynalazku francuskiego inżyniera Henri Pitota zwanego rurką Pitota.
Rurka poprzez otworek na półkulistym nosku rurki mierzy ciśnienie całkowite {\displaystyle p_{1}} (ciśnienie spiętrzenia), a poprzez otwór w powierzchni bocznej oddalony od przodu rurki, ciśnienie statyczne {\displaystyle p_{2}.}
Dla płynów nieściśliwych prędkość oblicza się ze wzoru:
{\displaystyle v={\sqrt {\frac {2(p_{1}-p_{2})}{\rho }}}}
gdzie: {\displaystyle \rho } – gęstość płynu.
Wzór ten można też stosować dla gazów przepływających z niewielką prędkością.
Dla gazów w tym i dla powietrza stosuje się wzór Saint Venanta-Wantzela:
{\displaystyle v={\sqrt {{\frac {2\kappa }{(\kappa -1)}}{\frac {p_{1}}{\rho }}\left(1-\left({\frac {p_{2}}{p_{1}}}\right)^{\frac {\kappa -1}{\kappa }}\right)}}}
gdzie:
- {\displaystyle \kappa } – wykładnik adiabaty (dla powietrza ok. 1,4).

Wzór ten dotyczy przepływu gazów ściśliwych (np. powietrza)
Ciśnienie całkowite jest sumą ciśnienia statycznego i dynamicznego.